# Пахача
Пахача (Погыча, Покач, Похача) — река на Камчатке. Протекает по территории Олюторского района Камчатского края России.
Длина реки — 293 км. Площадь водосборного бассейна 13 400 км².
Берёт исток в пределах Корякского нагорья в отрогах горы Ледяной. Впадает в Олюторский залив. Вблизи устья реки расположен посёлок Пахачи (Усть-Пахачи), в среднем течении — село Средние Пахачи. В советское время в верховьях реки существовало село Верхние Пахачи.

## Гидрология
Среднемноголетний расход воды в устье реки 300 м³/с (объём стока 9,468 км³/год, модуль стока 25,6 л/(с×км²)). 70 % годового стока приходится на весенне-летнее половодье, зимой всего лишь 3-5 %. Минерализация воды во время максимального стока менее 50 мг/л. Средняя мутность 13,1 г/м³. Вода относится к гидрокарбонатному классу и кальциевой группе.
Питание реки смешанное, при этом доля дождевого питания в отдельные годы доходит до 30 %. Пик половодья проходится на июнь—июль, заканчивается в начале августа. Осенью отмечаются дождевые паводки, зачастую по высоте превышающие весенне-летнее половодье. Ледостав начинается в конце октября — начале ноября, продолжается в среднем 220—240 суток. Наибольшая толщина льда доходит до 120 см. Ледоход начинается в конце апреля — начале мая, во время которого нередко образуются заторы льда, которые приводят к подтоплению населённых пунктов.

## Исторические сведения
Русским первооткрывателем реки считается казак Иван Ерастов, сообщивший о ней в 1646 году. С начала XVIII река начинает наноситься на русские карты и чертежи. Интерес русских к этому району был связан с «пахачинским соболем». В результате активной охоты численность зверька сократилась и интерес русских к этому району упал, поскольку река находилась в стороне от пути на Анадырский острог.
Длительное время прибрежный район у устья Пахачи, как и весь Олюторский залив, наносились на карту весьма условно, пока в 1876 году Михаил Онацевич на клипере «Всадник» и в 1885 году Фридольф Гек на шхуне «Сибирь» не провели детальные исследования.
В 1930-х годах на песчаной косе у устья реки (имевшего тогда другую конфигурацию) были построены два рыбоконсервных завода и рыбная база Акционерного Камчатского общества. Позднее они были преобразованы Пахачинский рыбокомбинат, в дальнейшем переименованный в Олюторский рыбокомбинат.

### Этимология
Название, вероятно, произошло корякского Пъаӄычан — «место сушёных шкур головы (темени) животных».

## Ихтиофауна
В водах реки обитают нерка, кижуч, арктический голец, камчатский хариус, сибирская ряпушка, сиг-валёк, тонкохвостый налим.

## Притоки
Объекты перечислены по порядку от устья к истоку.
- 1 км: река без названия
- 9 км: Чаванчан
- 24 км: река без названия
- 28 км: Вичигнайваям
- 35 км: Левый Яхинмуваям
- 39 км: река без названия
- 45 км: Майнытайваям
- 52 км: Лгунаканяу
- 56 км: Большой Эмтетконвиваям
- 68 км: Теклевээм Третий
- 76 км: Майнылвыгоргын
- 78 км: Ваюваям
- 80 км: ручей Неюювээм
- 81 км: река без названия
- 83 км: река без названия
- 90 км: Большой Аталваям
- 100 км: Пылговаям
- 103 км: река без названия
- 108 км: река без названия
- 117 км: Илпинайваям
- 120 км: река без названия
- 121 км: река без названия
- 128 км: Кучкуткин
- 135 км: Ячнёлгивээм
- 147 км: Большой Вочвиваям
- 155 км: Этеткин
- 169 км: река без названия
- 173 км: Хаинконколав
- 175 км: Большой Хаинконколав
- 176 км: Апавылгин
- 181 км: река без названия
- 182 км: река без названия
- 193 км: Эчваям
- 197 км: Кагинпенклав
- 200 км: река без названия
- 211 км: река без названия
- 222 км: Малый Тыкельнын
- 225 км: Большой Тыкельнын
- 228 км: Гельмывэем
- 231 км: Пипикельнын
- 232 км: Тыкельнын
- 233 км: Малый Аянки
- 244 км: Малый Вальэн
- 258 км: Большой Вальэн

## Данные водного реестра
По данным государственного водного реестра России, относится к Анадыро-Колымскому бассейновому округу.
Код объекта в государственном водном реестре — 19060000212120000004628.